# Калферде
Калферде (њем. Calvörde) општина је у њемачкој савезној држави Саксонија-Анхалт. Једно је од 35 општинских средишта округа Берде. Према процјени из 2010. у општини је живјело 3.839 становника. Посједује регионалну шифру (AGS) 15083125.

## Географски и демографски подаци
Калферде се налази у савезној држави Саксонија-Анхалт у округу Берде. Општина се налази на надморској висини од 52 метра. Површина општине износи 122,1 km². У самом мјесту је, према процјени из 2010. године, живјело 3.839 становника. Просјечна густина становништва износи 31 становника/km².